# トライアングル (2009年の映画)
『トライアングル』（原題: Triangle）は、2009年のサスペンス・ホラー映画。イギリスとオーストラリアの共同製作。
閉じた時間の中で未来の自分自身と殺し合うという、いわゆるループものの作品。日本で劇場公開された際の日本語タイトルは原題と同じく『トライアングル』であったが、ビデオリリース化の際には副題が追加され、『トライアングル 殺人ループ地獄』と改題された。

## ストーリー
自閉症の息子を持つシングルマザーのジェスは友人の誘いでヨットセーリングへ行くが、天候が急変しヨットが転覆してしまう。
漂流し絶望感が募り始めた一行の前に豪華客船が現れ安堵するが、船内には人の気配が感じられず、不審に思い始めた矢先、覆面の人物が現れ、抵抗する間もなく次々と襲われてしまう。

## キャスト
- メリッサ・ジョージ - ジェス（吹替：岡寛恵）
- マイケル・ドーマン - グレッグ（吹替：咲野俊介）
- レイチェル・カーパニ - サリー（吹替：落合るみ）
- ヘンリー・ニクソン - ダウニー（吹替：魚建）
- エマ・ラング - ヘザー
- リアム・ヘムズワース - ヴィクター（吹替：長谷川俊介）
- ジョシュア・マコルヴァー - トミー
- ジャック・テイラー - ジャック

## 受賞
- 2011年 第18回ジェラルメ国際ファンタスティカ映画祭 Best Direct-to-Video Film[2]

## エピソード
- 監督のクリストファー・スミスは2004年にプロデューサーのジェイソン・ニューマークとカンヌに滞在中に客船を見て映画のアイディアを思いついたという[3]。
- 初期段階ではフロリダ沖のバミューダトライアングルが舞台として設定されたが、脚本の制作が進むにつれてバミューダトライアングルへの直接的な言及は削除された[3]。
- 映画の舞台はフロリダ州マイアミであるが、撮影はすべてオーストラリアのクイーンズランド州で行われた。ジェスがタクシーに乗るシーンでは、窓の外にゴールドコースト名物の水陸両用バス「アクアダック」が映り込んでいる[4]。
- 中盤でジェスの顔の片側に流血のメイクがされているシーンがあるが、ラストで死亡したジェスにも意図的に同じデザインの流血のメイクがされている[3]。
- 客船内のドラムセットのドラムには始まりと終わりを象徴するアルファとオメガの「AO」の文字が書かれているが、ラストのマーチングバンドのドラムにも同じ「AO」の文字が書かれている[4]。